# Mameluc

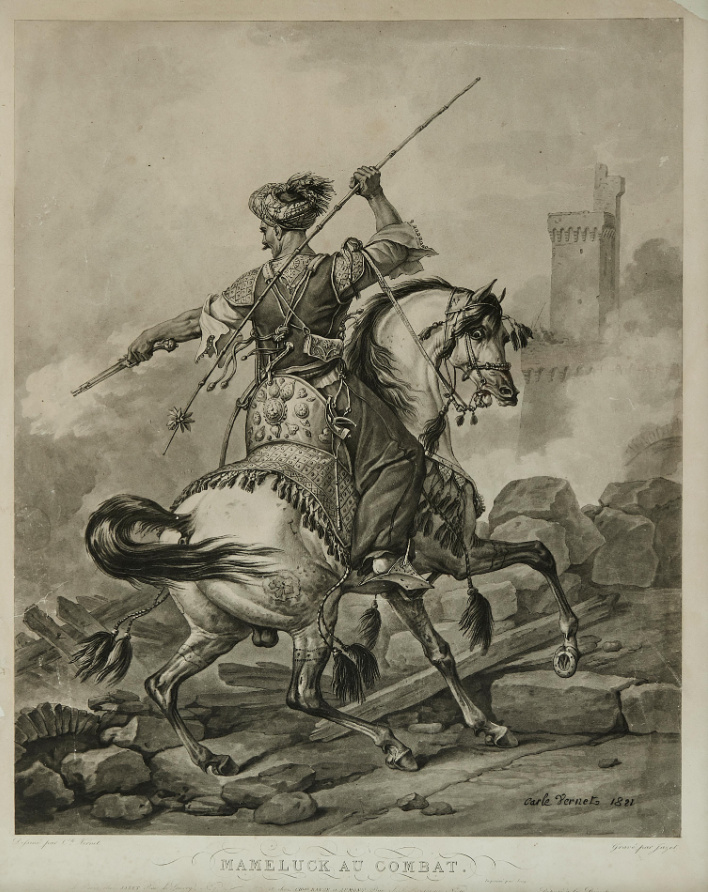
Un cavalerist mameluc, pictură din 1810

Un mameluc (Arabă: مملوك (singular), مماليك (plural), "deținut" a fost inițial un soldat sclav convertit la Islam care servea califii musulmani și sultanii Ayyubizi în Evul mediu. Cu timpul au devenit o castă militară puternică (Dinastia Mamelucă), și de mai multe ori aceste trupe de cavalerie au acaparat puterea pentru ei înșiși, de exemplu în Egipt între 1250 și 1517 respectiv Siria. În ceea ce privește originea lor etnică, mamelucii au fost recrutați mai ales din rândurile semințiilor convertite la religia musulmană din Caucaz și regiunile învecinate Mării Negre, cum au fost mai ales cerchezii dar și succesori ai cumanilor ca turcii kıpçak respectiv tătari din Crimeea sau turcomanii iuruci.